# رولاند بالاسيوس
رولاند بالاسيوس (بالإسبانية: Rolando Palacios) هو عداء سريع هندوراسي، ولد في 3 مايو 1987 في Sambo Creek ‏ في هندوراس.

## وصلات خارجية
- رولاند بالاسيوس على موقع الاتحاد الدولي لألعاب القوى (الإنجليزية)
- رولاند بالاسيوس على موقع أوليمبيديا (الإنجليزية)